# Acordo Comercial sobre Relações Econômicas entre Austrália e Nova Zelândia

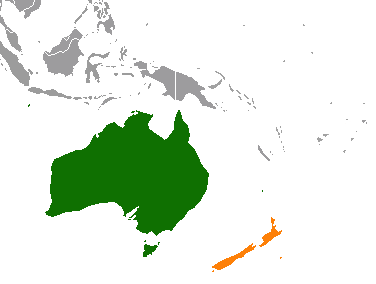
Austrália e Nova Zelândia

Acordo Comercial sobre Relações Econômicas entre Austrália e Nova Zelândia (em inglês:  Australia New Zealand Closer Economic Relations Trade Agreement, ANZCERTA; Closer Economic Relations, CER), criado em 1983, tornou-se o principal instrumento de administração das relações econômicas entre Austrália e Nova Zelândia. Foi planejado para transformar-se em um acordo entre os dois países, cujo principal objetivo é a criação de uma área de livre comércio.